# لورانس شيلدز
لورانس شيلدز (بالإنجليزية: Lawrence Shields)‏ هو منافس ألعاب قوى أمريكي، ولد في 5 مارس 1895 في وست تشستر ‏ في الولايات المتحدة، وتوفي في 19 فبراير 1976 في روشستر في الولايات المتحدة.

## وصلات خارجية
- لورانس شيلدز على موقع أوليمبيديا (الإنجليزية)